# Station Troisvierges
Station Troisvierges (Luxemburgs: Gare Ëlwen) is een spoorwegstation in de gelijknamige gemeente in het noorden van Groothertogdom Luxemburg.
Het station ligt aan lijn 1 en lag voorheen aan lijn 47 naar Sankt-Vith. Het wordt beheerd door de Luxemburgse vervoerder CFL.

## Treindienst

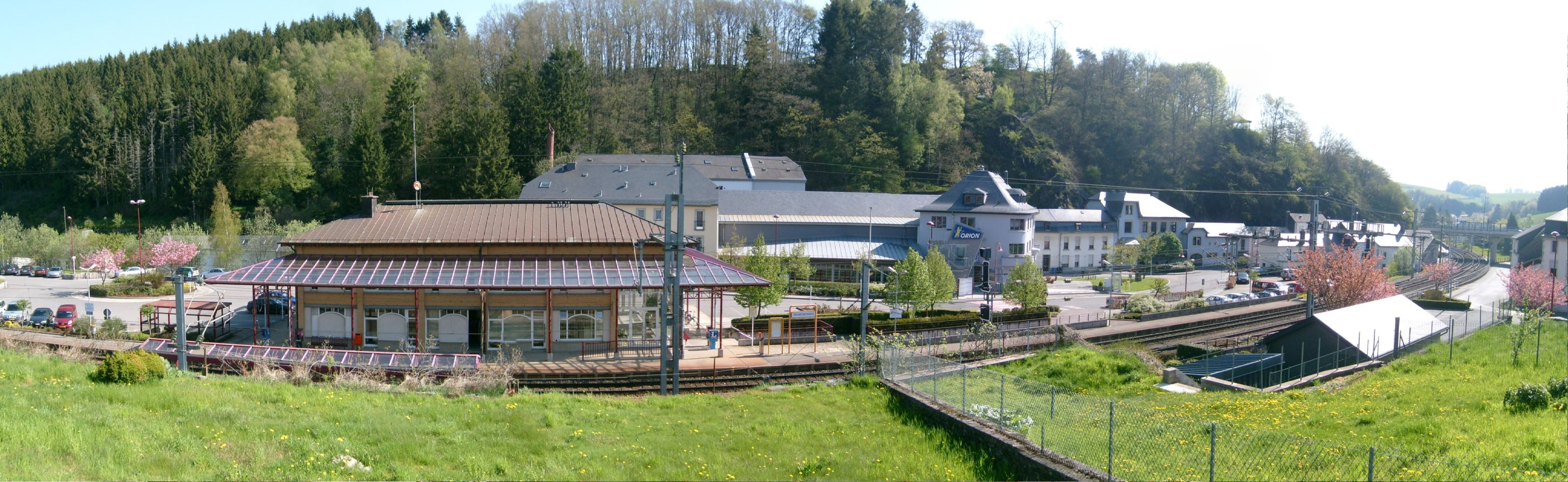
Het station op 7 mei 2008

| Serie         | Treinsoort             | Route                                                       | Bijzonderheden                                        |
| ------------- | ---------------------- | ----------------------------------------------------------- | ----------------------------------------------------- |
| IC 33         | Intercity (NMBS / CFL) | Liers – Luik-Guillemins – Gouvy – Troisvierges – Luxemburg  | Rijdt in het weekend 1×/2u. tussen Liers - Luxemburg. |
| RE 3700       | Regional-Express (CFL) | Luxemburg – Mersch – Ettelbruck – Kautenbach – Troisvierges | Halfuursdienst met RE 3800.                           |
| RE 3800       | Regional-Express (CFL) | Luxemburg – Mersch – Ettelbruck – Kautenbach – Troisvierges | Halfuursdienst met RE 3700.                           |
| RE 7600P 7605 | Regional-Express (CFL) | Gouvy – Troisvierges – Luxemburg                            | Rijdt alleen op werkdagen.                            |
| RE 8600P 8640 | Regional-Express (CFL) | Luxemburg – Troisvierges – Gouvy                            | Rijdt alleen op werkdagen.                            |

CFL Lijn 1:
Luxemburg · Pfaffenthal-Kirchberg · Dommeldange · Walferdange · Heisdorf · Lorentzweiler · Lintgen · Mersch · Cruchten · Colmar-Berg · Schieren · Ettelbruck · Michelau · Goebelsmühle · Kautenbach · Wilwerwiltz · Drauffelt · Clervaux · Maulusmühle · Troisvierges · Bellain

CFL Lijn 1a: Ettelbruck · Diekirch

CFL Lijn 1b: Kautenbach · Merkholtz · Paradiso · Wiltz · Winseler · Schleif · Schimpach-Wampach
Zie ook: CFL Lijn 2 · CFL Lijn 3 · CFL Lijn 4 · CFL Lijn 5 · CFL Lijn 6 · CFL Lijn 6a · CFL Lijn 6b · CFL Lijn 6c · CFL Lijn 7
0,0: Sankt Vith ·
1,4: Wiesenbach ·
3,7: Neidlingen ·
6,1: Lommersweiler ·
9,8: Auel ·
10,7: Reuland ·
11,4: Burg-Reuland ·
15,4: Oudler ·
19,4: Lengeler ·
3,1: Wilwerdange ·
Troisvierges